# Bisbat de San Severo
El bisbat de San Severo (italià: diocesi di San Severo; llatí: Dioecesis Sancti Severi o Severopolitana) és una seu de l'Església catòlica, sufragània de l'arquebisbat de Foggia-Bovino, que pertany a la regió eclesiàstica Pulla. El 2010 tenia 128.000 batejats d'un total 131.200 habitants. Actualment està regida pel bisbe Lucio Angelo Renna, O.Carm.

## Sants patrons
Els patrons igualment principals (aeque principales) de la ciutat i la diòcesi de San Severo són la Mare de Déu del Socors (elegida mitjançant decret de la Congregació pels ritus del 10 de setembre de 1857), sant Severí abat, (patró ab initio, venerat com a secundari durant el segle xix i confirmat com a principal mitjançant decret de la mateixa congregació del '8 d'abril de 1908) i sant Sever bisbe (venerat des del segle xviii, però no constituït canònicament). La litúrgia de les seves festes se celebren, respectivament, el 8 de maig, el 8 de gener i el 25 de setembre; i les solemnes festes patronals, unitàries, se celebren entre la tercera i la quarta setmana de maig.

## Territori

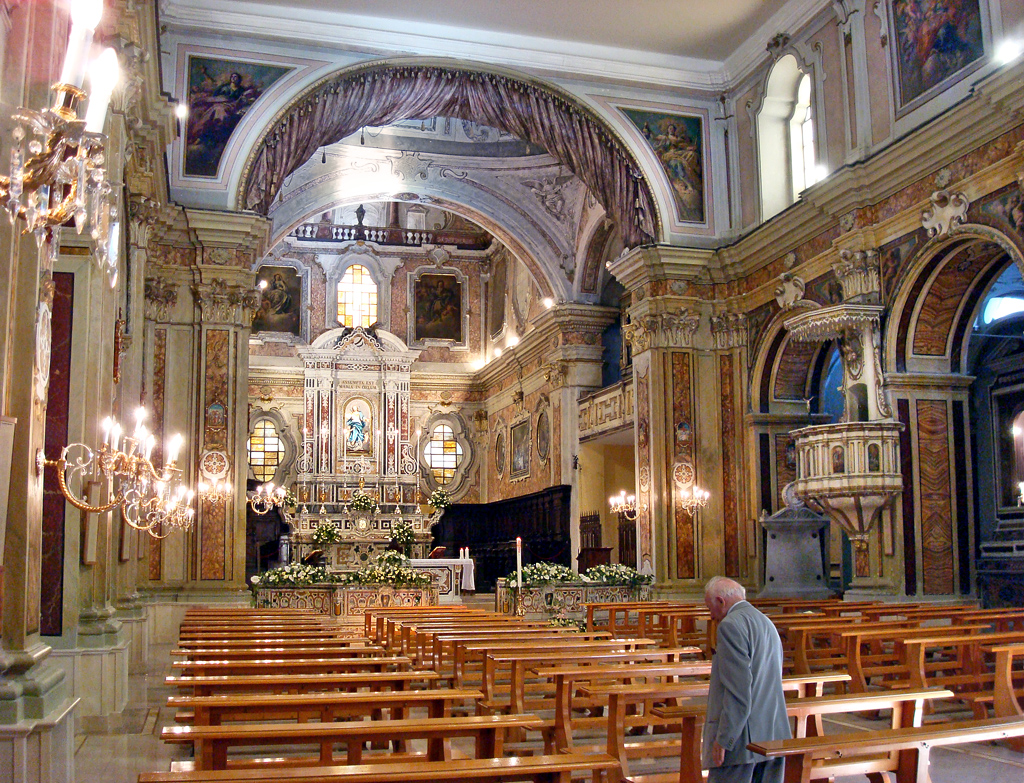
L'interior de la catedral

El territori diocesà s'estén sobre 1270 km², i coincideix amb la ciutat de San Severo i nou dels municipis més septentrionals de la província de Foggia: Apricena, Chieuti, Lesina, Poggio Imperiale, Rignano Garganico, San Nicandro Garganico, San Paolo di Civitate, Serracapriola i Torremaggiore.
La seu episcopal és la ciutat de San Sever, on es troba la catedral de Santa Maria Assunta.
Dividida en tres vicaries, la diòcesi consta de 37 parròquies:
- Vicaria urbana (14 parròquies): San Severo (Catedral, San Severino, San Giovanni Battista, San Nicola, Croce Santa, Maria Santissima delle Grazie, Maria Santissima della Libera e San Sebastiano, Cristo Re, San Bernardino, Immacolata Concezione, Madonna della Divina Provvidenza, Sacro Cuore, San Giuseppe Artigiano, Sacra Famiglia);
- Vicaria nord-ovest (10 parròquies): Chieuti (San Giorgio), Marina di Chieuti (Stella Maris), Serracapriola (Santa Maria in Silvis e San Mercurio), San Paolo di Civitate (San Giovanni Battista, Sant'Antonio da Padova), Torremaggiore (San Nicola, Santa Maria della Strada, Maria Santissima della Fontana, Gesù Divino Lavoratore, Spirito Santo);
- Vicaria nord-est (11 parròquies): Apricena (Santi Martino e Lucia, Santo Rosario, Sacra Famiglia), Lesina (Santissima Annunziata), Lesina Marina (Stella Maris), Poggio Imperiale (San Placido), Rignano Garganico (Santa Maria Assunta), San Nicandro Garganico (Santa Maria del Borgo, Maria Santissima del Carmine, San Biagio, Maria Santissima delle Grazie).

## La catedral i el Capítol
La Catedral, dedicada a Santa Maria Assumta, és una gran església del segle xii i ampliat diverses vegades i renovada, prop de la qual es destaquen l'auster Episcopi fundat en 1668 (que combina dos edificis, un del segle xviii i un altre del xvi-xvii) i el Palau del Seminari, fundat per Carlo Felice de Matta en 1678.
En la seva fundació, el capítol catedralici tenia tres dignitats (ardiaca, arxipreste i primicer), dotze canonges i dos beneficis menors, però ja el bisbe Germanico Malaspina va augmentar els beneficis a quatre en 1585. En 1729 Adeodato Summantico afegí 5 mansionaris (o capellans), als quals es va afegir un sisè en 1859 i dos més en 1878. En 1855 s'instituí una canongia més, abolida en 1867, a causa d'una llei que va reduir el capítol 12 canonges, compreses les dignitats,segons els títols: Ardiaca, Arxipreste, Primicer, Sant Jaume el Major, Sant Jaume el Menor, Sant Judes Tadeu, Sant Pau, Sant Felip, Sant Bartomeu, Sant Andreu, Sant Mateu i Sant Joan. A aquests s'unien els Canonges Abats o Capellans Menor, d'acord amb els beneficis que tenen dret: Canonge Diaca, Sant Jeroni, Sant Ambròs, Sant Agustí i Sant Gregori Magne, sent suprimides les de Sant Pere i Sant Tomàs.
Fins al 1729 el Capítol tenia com a distintiu dels dignitaris i canonges només l'almussa sobre la sobrepellís, de llana violeta de amb la pell blanca per a l'hivern i seda carmesí per a l'estiu; els beneficiaris utilitzaven l'almussa de seda blanca amb pellís de color cendra. En 1729 els canonges van aconseguir el roquet, la capa magna allargada i la insígnia del Capítol de Natzaret i de San Jaume Major de Nàpols, que consistia en musseta episcopal amb barret de vellut vermell de seda, orlada amb pell blanca per a l'hivern, i el solideu vermell setinat; als jorns ferials (de dilluns a divendres) els canonges portaven la mosseta de seda de castorino violada o en carmesí simple, depenent de les estacions. En 1823 van aconseguir les insígnies extracorals menors, amb faixa violada amb llaç al capell i calces i coll del mateix color. En 1853 Pius IX va concedir als cànons les insígnies prelatícies i el privilegi del pontifical ad instar abbatum. En 1867, es va afegir l'ús del solideu negre als pontificals, mentre que els capellans van obtenir la musseta blava sobre el roquet. Les restriccions d'ús dels membres de les insígnies capitulars generalment imposades per Pius X amb el motu proprio de 21 de febrer de 1905 el capítol severopolità va ser exonerat amb concessió especial de 11 de juliol de 1907.

## Història

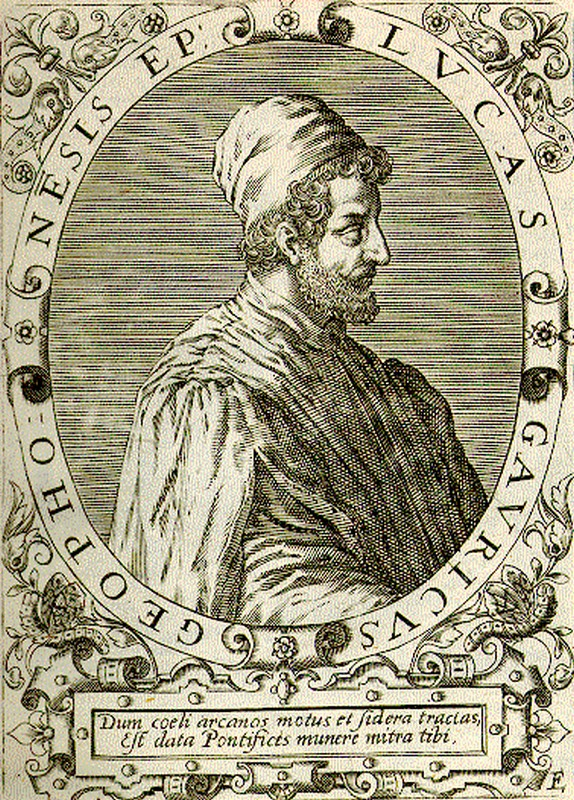
Mons. Luca Gaurico.

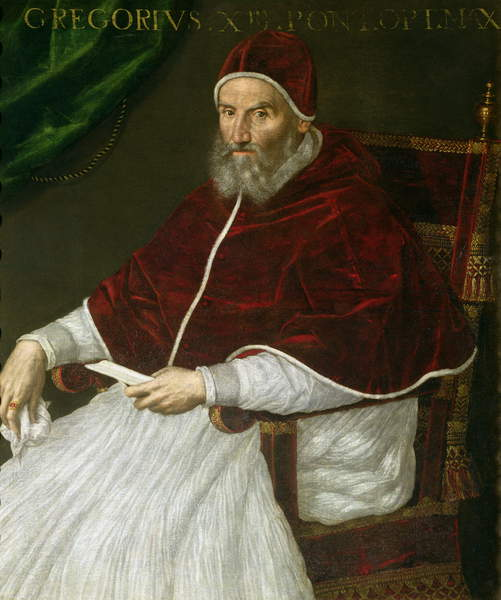
Gregori XIII, el Papa que instituí la diòcesi sanseverese.

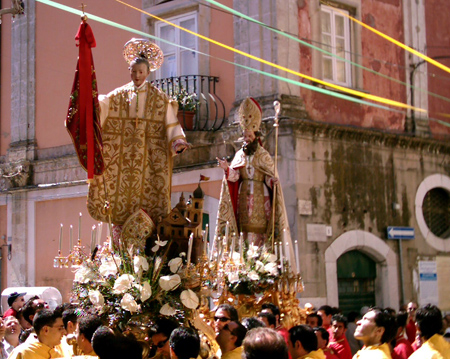
Els sants patrons de la diòcesi de San Severo: Severí abat, la Mare de Déu dels Socors i Sever de Nàpols.

### La diòcesi de Civitate
La diòcesi de Civitate va ser erigida en el segle xi. El primer bisbe documentat és Amelgerio o Amalgerio, participant en el sínode convocat per Ulderico, bisbe de Benevent, el juny de 1061, i l'altra que va tenir lloc el 1062, per al qual s'esmenta el prelat civitatense en la crònica de l'abadia de Santa Sofia de Benevent. La seu era des del principi sufragània de l'arxidiòcesi de Benevent.
En 1439 el Papa Eugeni IV va unir a la diòcesi de Civitate amb la de Lucera, però la unió només va durar fins al 1471, quan Civitate va tornar a tenir un bisbe propietari. Des de 1545 a 1550 va ser l'ordinari diocesà el cèlebre astrònom Luca Gaurico.

### La diòcesi de San Severo
El 21 de febrer de 1580 el Papa Gregori XIII amb la butlla Pro excellenti va transferir la seu de la diòcesi de Civitate a San Severo; al mateix temps, al territori de l'antiga seu se li va unir la de suprimida abbazia nullius de San Pietro Terrae Maioris.
Llançada una competició especial, on la nova catedral, el Papa va triar l'església parroquial de Santa Maria, que de les quatre parròquies que existien (San Severino, San Nicola, Santa Maria i San Giovanni) era de fet la tercera per fundació i prestigi, però la primera per riquesa dels béns.
El primer bisbe va ser el jesuïta Martino de Martinis, de L'Aquila, que va morir un any després de la presa de possessió de la nova càtedra. Dos bisbes, Germanico Malaspina i Fabrizio Verallo, van ser cardenals durante munere: Malaspina també va ser nunci apostòlic a Àustria des de 1584 a 1586, després a Polònia i va morir a Cracòvia quan encara no havia rebut el capel vermell (era, de fet, cardenal in pectore); i Fabrizio Verallo, cardenal del títol de Sant Agustí des del 1608, era nunci apostòlic a Suïssa.
A la segona meitat del segle XVI va ser suprimida la diòcesi de Dragonara i el seu territori es va unir amb la de Sant Sever. Probablement aquesta unió es va dur a terme simultàniament amb la transferència del bisbat de Civitate a San Sever.
En 1678 el bisbe Carlo Felice de Matta va fundar el Seminari episcopal, el palau, adjacent a l'episcopat, va ser ampliat en 1780 per Giuseppe Antonio Farao i en 1832 per Bernardo Rossi. Adeodato Summantico, agustinià, va fundar el Monte Frumentario per ajudar els agricultors (1718), mentre que Bartolomeo Mollo va dedicar especial atenció a la catedral, que durant el seu episcopat (1739-1761) va ser ampliada en gran manera i totalment renovada, assumint nobles formes barroques i enriquint-la amb importants obres d'art. També Giulio de Tomasi (1832-1843) es va convertir en un promotor d'una profunda restauració de la catedral, però sobretot va donar al Seminari la seva rica biblioteca personal i va fer als pobres de la diòcesi hereus de la majoria dels seus molts actius. Moguts pel mateix sentiment, Rocco de Gregorio (1843-1858) va fundar el Mont de pietat per ajudar els necessitats, així com el malalt Antonio La Scala (1859-1889), que també volia la catedral plena de magnífiques vestimentes i adornada amb una nova façana, realitzà memorables obres de caritat, deixant finalment les seves possessions al Seminari i per als pobres. El segle XX ha vist, entre altres coses, el fervor combatiu de Bonaventura Gargiulo, doctíssim caputxí (1895-1904), i l'enèrgica acció pastoral d'Oronzo Durant (1922-1941), que va celebrar la coronació de l'estàtua de la Madonna del Socors en 1937 i el primer Congrés Eucarístic diocesà en 1938.
Des de fa algun temps els bisbes Sant Sever van gaudir de la triple títol de bisbes de Sant Sever, Civitate i Dragonara (Sancti Severi, Civitatensis ac Draconariensis), i després a Sant Sever i Civitate (Sancti Severi et Civitaten[sis]).
Originalment, la diòcesi estava constituïda per la ciutat de Sant Sever i els municipis de Torremaggiore i San Paolo di Civitate. En 1916 es van fusionar al territori diocesà Lesina i Poggio Imperiale, que havien constituït l'antiga diòcesi de Lesina, posteriorment inclusa a l'arxidiòcesi de Benevent. En 1972 aviat es va unir als pobles de Serracapriola i Chieuti, fins llavors pertanyent a la diòcesi de Larino.
El 30 d'abril de 1979, després de nou segles, la diòcesi ha estat sostreta de la província eclesiàstica de Benevent i es va convertir en part de la nova seu metropolitana de l'arxidiòcesi de Foggia.
En 1986, amb la reforma de les diòcesis italianes, que es van reunir a l'Església sanseverese també Apricena i San Nicandro Garganico de la diòcesis de Lucera i Rignano Garganico de l'arxidiòcesi de Manfredonia-Vieste. En el mateix 1986 sent bisbe Carmelo Cassati, l'Església de Sant Sever, que en 1970 havia estat unida in persona episcopi a la de Lucera, recuperat la seva plena autonomia amb un bisbe que viu a la seu.
El 25 de maig de 1987 Joan Pau II va visitar la diòcesi, va presidir a Sant Sever una solemne celebració eucarística en presència d'uns 70.000 fidels.

### Sínodes diocesans i Congressos Eucarístics
L'Església sanseverese ha celebrat fins ara catorze sínodes diocesans: el primer amb Germanico Malaspina (1598); el segon amb Francesco Antonio Sacchetti (al tron des de 1635 al 1650); el tercer amb Leonardo Severoli (1650-1651); el quart amb Francesco Densa (1657-1670); el cinquè amb con Orazio Fortunato (1670-1677); sisè, setè, vuitè i novè amb Carlo Felice de Matta (1678-1701); el desè, onzè i dotzè amb Adeodato Summantico (el 1721, el 1726 i el 1735); el tretzè amb Giovanni Camillo Rossi (1826) i el catorze i darrer amb Francesco Orlando (1949).
A més, es van celebrar dos Congressos Eucarístics diocesans el 1938, sota l'episcopat de Oronzo Luciano Durante, i en 2004, sota l'episcopat de Michele Seccia. En ambdues ocasions, es van fer dues grans i precioses custòdies, la primera amb les efígies dels tres sants patrons diocesans, el segon amb la família cristiana.

### Cooperació missionera
Des del 1996 la diòcesi ha emprès una experiència missionera a Wansokou, a Benín, en el context de la primera evangelització. A la parròquia de Santa Teresina de l'Infant Jesús de la diòcesi de Natitingou (que comprèn al voltant de 20 aldees), han realitzat serveis pastorals alguns sacerdots diocesans, enviats com missioners fidei donum. Juntament amb els sacerdots hi opera una petita comunitat de monges. El 15 d'octubre de 2005 es va inaugurar la nova església parroquial.
Al desembre de 2011, després d'haver confiat la parròquia de Wansokou al clergat local, el missioners de la diòcesi de Sant Sever es va traslladar a la parròquia de la Mare de Déu de l'Assumpció de Cotiakou, on van començar una nova experiència de la cooperació missionera.

## Cronologia episcopal

### Bisbes de Civitate
- Amelgerio † (inicis de 1061 - finals de 1062)
- Rogerio † (citat el 1071)
- Landolfo † (citat el 1092)
- Giovanni † (citat el 1144)
- Raimondo † (1148)
- Roberto † (citat el 1179)
- Anònim † (citat el 10 de gener de 1222)
- Donadio † (5 de gener de 1255 - ?)
- Pietro † (inicis de 1303 - finals de 1304)
- Giovanni † (citat el 1310)
- Ugo † (inicis de 1318 - finals de 1324)
- Lorenzo da Viterbo, O.P. † (1330 - vers 1340)[1]
- Giovanni † (entro il 1347)[2]
- Cristiano † (1347 - 1348 nomenat bisbe de Frigento)
- Matteo, O.F.M. † (18 de juny de 1348 - ? mort)
- Raimondo † (1353)[3]
- Matteo † (21 d'octubre de 1360 - ? mort)
- Stefano † (? - 1367 mort)
- Giovanni da Viterbo, O.P. † (13 d'abril de 1367 - ?)
- Giacomo Giovanni, O.P. † (27 d'octubre de 1372 - ?)
- Benedetto † (1380)
- Pietro † (16 de gener de 1388 - 11 de juliol de 1401 nomenat bisbe de Larino)
- Giovanni, O.P. † (11 de juliol de 1401 - 1412 mort)
  - Jacopo Minutolo † (5 de setembre de 1512 - 22 de setembre de 1425) (administrador apostòlic)
  - Jacopo Caracciolo † (22 de setembre de 1425 - 1439) (administrador apostòlic)
  - Diòcesi unida a Lucera (1439 - 1471)
- Stefano † (1471 - 1473 mort)
- Giovanni † (1 de maig de 1473 - ?)
- Antonio † (31 de gener de 1477 - ?)
- Nicolò † (7 de febrer de 1480 - ? mort)
- Pietro † (21 d'octubre de 1483 - ?)
- Gudiel de Cervatos † (26 de juliol de 1495 - ?)
- Tommaso da Nola, O.P. † (1500 - 1504 ? mort)
- Pancrazio Rotondi † (19 de gener de 1504 - 1504 renuncià)
- Roberto Tibaldeschi † (23 de juny de 1505 - ?)
- Antonio de Monte, O.S.B.Cam. † (21 d'agost de 1517 - ? mort)
- Gaspare de Monte † (1545 mort)[4]
- Luca Gaurico † (14 de desembre de 1545 - 1550 renuncià)
- Gerardo Rambaldi † (30 de maig de 1550 - 1561 mort)
- Francesco Alciati † (5 de setembre de 1561 - 20 d'abril de 1580 mort)

### Bisbes de San Severo
- Martino de Martinis, S.J. † (21 de febrer de 1581 - 25 de setembre de 1582 mort)
- Germanico Malaspina † (27 d'abril de 1583 - 9 d'octubre de 1603 mort)
- Ottavio della Vipera † (15 de desembre de 1604 - 1605 mort)
- Fabrizio Verallo † (5 de maig de 1606 - 23 de març de 1615 jubilat)
- Vincenzo Caputo † (23 de març de 1615 - 3 de març de 1625 nomenat bisbe d'Andria)
- Francesco Venturi † (9 de juny de 1625 - d'octubre de 1629 jubilat)
- Domenico Ferri † (3 de desembre de 1629 - de juliol de 1635 mort)
- Francesco Antonio Sacchetti † (1 d'octubre de 1635 - 1650 nomenat bisbe de Troia)
- Leonardo Severoli † (27 de juny de 1650 - 21 de novembre de 1651 mort)
- Giovan Battista Monti † (11 d'octubre de 1655 - 1657 mort)
- Francesco Densa † (28 de gener de 1658 - 6 d'agost de 1670 mort)
- Orazio Fortunato † (6 d'octubre de 1670 - 10 de gener de 1678 nomenat bisbe de Nardò)
- Carlo Felice de Matta † (6 de juny de 1678 - 26 de febrer de 1701 mort)
- Carlo Francesco Giocoli † (16 de juliol de 1703 - 15 de març de 1717 nomenat bisbe de Capaccio)
- Adeodato Summantico, O.E.S.A. † (12 d'abril de 1717 - 21 de desembre de 1735 mort)
- Giovanni Scalea † (27 de febrer de 1736 - 18 de juliol de 1739 mort)
- Bartolomeo Mollo † (16 de novembre de 1739 - 20 de juliol de 1761 mort)
- Angelo Antonio Pallante † (23 de novembre de 1761 - 1 d'octubre de 1765 mort)
- Tommaso Battiloro † (14 d'abril de 1766 - 25 de novembre de 1767 renuncià)
- Eugenio Benedetto Scaramuccia † (25 de gener de 1768 - 19 de gener de 1775 mort)
- Giuseppe Antonio Farao † (13 de novembre de 1775 - 1793 mort)
  - Sede vacante (1793-1797)
- Giovanni Gaetano del Muscio, Sch.P. † (18 de desembre de 1797 - 29 d'octubre de 1804 nomenat arquebisbe de Manfredonia)
  - Sede vacante (1804-1818)
- Giovanni Camillo Rossi † (26 de juny de 1818 - 9 d'abril de 1827 nomenat arquebisbe titular de Damasc)
- Bernardo Rossi † (3 de juliol de 1826 - 27 de juliol de 1829 mort)
- Giulio de Tomasi † (2 de juliol de 1832 - 6 de gener de 1843 mort)
- Rocco de Gregorio † (19 de juny de 1843 - 8 de juliol de 1858 mort)
- Antonio La Scala † (27 de setembre de 1859 - 25 d'abril de 1889 mort)
- Bernardo Caetani d'Aragona, O.S.B. † (25 d'abril de 1889 - 9 de febrer de 1893 mort)
- Stanislao Maria de Luca † (18 de maig de 1894 - 7 de gener de 1895 mort)
- Bonaventura Gargiulo, O.F.M.Cap. † (18 de març de 1895 - 9 de maig de 1904 mort)
- Emanuele Merra † (27 de març de 1905 - 21 de juliol de 1911 mort)
- Gaetano Pizzi † (5 de novembre de 1912 - 18 de juliol de 1921 mort)
- Oronzo Luciano Durante † (7 de juny de 1922 - 5 de novembre de 1941 mort)
- Francesco Orlando † (4 de setembre de 1942 - 2 d'agost de 1960 mort)
- Valentino Vailati † (8 de desembre de 1960 - 25 de maig de 1970 nomenat arquebisbe de Manfredonia-Vieste)
- Angelo Criscito † (27 de juny de 1970 - 7 de setembre de 1985 jubilat)
- Carmelo Cassati, M.S.C. (7 de setembre de 1985 - 15 de desembre de 1990 nomenat arquebisbe de Trani-Barletta-Bisceglie)
- Silvio Cesare Bonicelli † (2 de setembre de 1991 - 13 de desembre de 1996 nomenat bisbe de Parma)
- Michele Seccia (20 de juny de 1997 - 24 de juny de 2006 nomenat bisbe de Teramo-Atri)
- Lucio Angelo Renna, O.Carm., des del 2 de setembre de 2006

## Estadístiques
A finals del 2010, la diòcesi tenia 128.000 batejats sobre una població de 131.200 persones, equivalent 97,6% del total.
| any  | població | població | població | sacerdots | sacerdots       | sacerdots       | sacerdots             | diaques | religiosos | religiosos | parroquies |
| ---- | -------- | -------- | -------- | --------- | --------------- | --------------- | --------------------- | ------- | ---------- | ---------- | ---------- |
| any  | batejats | total    | %        | total     | clergat secular | clergat regular | batejats por sacerdot | diaques | homes      | dones      |            |
| 1949 | 79.900   | 80.000   | 99,9     | 80        | 60              | 20              | 998                   |         | 26         | 65         | 13         |
| 1970 | 91.300   | 92.753   | 98,4     | 51        | 40              | 11              | 1.790                 |         | 13         | 78         | 18         |
| 1980 | 100.000  | 105.000  | 95,2     | 53        | 41              | 12              | 1.886                 |         | 14         | 106        | 24         |
| 1990 | 127.200  | 130.500  | 97,5     | 56        | 48              | 8               | 2.271                 | 1       | 8          | 80         | 36         |
| 1999 | 128.500  | 130.500  | 98,5     | 62        | 48              | 14              | 2.072                 | 1       | 15         | 114        | 36         |
| 2000 | 128.500  | 130.500  | 98,5     | 58        | 47              | 11              | 2.215                 | 1       | 13         | 110        | 36         |
| 2001 | 128.500  | 130.500  | 98,5     | 60        | 49              | 11              | 2.141                 | 1       | 13         | 108        | 36         |
| 2002 | 128.500  | 130.500  | 98,5     | 60        | 49              | 11              | 2.141                 | 1       | 13         | 106        | 36         |
| 2003 | 128.500  | 130.500  | 98,5     | 62        | 49              | 13              | 2.072                 | 2       | 15         | 106        | 36         |
| 2004 | 128.500  | 130.500  | 98,5     | 64        | 51              | 13              | 2.007                 | 1       | 14         | 106        | 36         |
| 2010 | 128.000  | 131.200  | 97,6     | 67        | 54              | 13              | 1.910                 | 2       | 15         | 106        | 37         |